# Estación de Luxembourg
La estación de Luxembourg es una estación ferroviaria subterránea de la línea B de RER situada bajo el Bulevar de Saint-Michel a la altura del Jardín de Luxemburgo y la Escuela de Minas, entre los distritos 5.º y 6.º de París.

## Historia
Fue inaugurada en 31 de marzo de 1895 tras la ampliación desde Denfert-Rochereau de la línea de Sceaux por parte de la Compañía de Ferrocarriles de París a Orleans. En 1937, fue transferida a la Compañía del Metropolitano de París, que en 1948 se convirtió en la actual RATP.
En 1977 la estación se integró en la línea B del RER.
Fue remodelada en profundidad entre 2000 y 2001.

## Descripción
En dirección norte es la primera estación subterránea de la línea dentro de París. Se caracteriza por una bóveda de grandes dimensiones parcialmente revestida. En bóveda elíptica y en altura, es prácticamente igual a la Estación de Villiers de la Línea 3 del Metro de París
Se compone de dos andenes laterales y de dos vías.